# ایهور رادیفیلوف
ایهور رادیفیلوف (به انگلیسی: Ihor Radivilov) ژیمناست زادهٔ ۱۹ اکتبر ۱۹۹۲ میلادی اهل کشور اوکراین است.